# Elisabet von Harnack
Elisabet Harnack (ab 1914 ) von Harnack (* 1. Januar 1892 in Wilmersdorf; † 24. Juli 1976 in Berlin) war eine Pionierin der Sozialen Arbeit in Deutschland.

## Familie
Sie war das vierte von sieben Kindern des 1914 in den erblichen Adelsstand erhobenen Theologen Adolf von Harnack und dessen Ehefrau Amalie Thiersch, der Enkelin des Chemikers Justus von Liebig. Ihr Großvater war der bedeutende Luther-Forscher Theodosius Harnack. Der Vater  wurde 1914 in Anerkennung seiner Verdienste für die Wissenschaft in den erblichen Adelsstand erhoben. Die Kinder wuchsen in den bildungsbürgerlichen Kreisen des Berliner Westens auf. Die von Harnacks verkehrten u. a. mit den Familien Bonhoeffer, Delbrück, Dryander, Lüders sowie Mommsen. Ihre ältere Schwester, Agnes von Zahn-Harnack, war eine bedeutende Schriftstellerin und Frauenrechtlerin, ihr jüngerer Bruder Axel von Harnack war Historiker und Philologe, der ältere Bruder Ernst von Harnack wurde 1945 als Widerstandskämpfer gegen den Nationalsozialismus hingerichtet, ebenso wie ihr Cousin Arvid Harnack und dessen Frau Mildred.

## Leben und Wirken
Sie absolvierte das Realgymnasium, danach besuchte sie das Sozialpädagogische Seminar des Vereins Jugendheim, gegründet von Anna von Gierke. Anschließend studierte sie, auf Anraten von Alice Salomon, von 1914 bis 1918 an der Berliner Universität Nationalökonomie, Staatswissenschaften, Kirchen- und Dogmengeschichte. Ihr Studium schloss Elisabet von Harnack mit der Promotion ab. Das Thema ihrer Dissertation lautete Fürsorge für schulpflichtige Kinder in Kinderhorten. Folgend arbeitete sie als Referentin für Fragen der Fürsorge im Frauenamt im besetzten Belgien, anschließend als Schulpflegerin in Charlottenburg. Im Jahre 1921 übernahm Elisabet von Harnack die Geschäftsführung des Wohlfahrtsverbandes Berlin. Zudem war sie Geschäftsführerin des Berliner Frauenvereins, des Deutschen Verbandes für Sozialbeamtinnen sowie des Deutschen Verbandes für Schulkinderpflege. Für letztgenannte Institution konnte Elisabet von Harnack u. a. erwirken, dass Richtlinien für die Beaufsichtigung gewerblich arbeitender Kinder erlassen wurden. Ferner galt ihr Einsatz dem Verbot der körperlichen Züchtigung in Einrichtungen der öffentlichen Kinder- und Jugendfürsorge.
Mit Beginn der nationalsozialistischen Diktatur musste sie sich von allen Ämtern zurückziehen, da einige ihrer Familienmitglieder der SPD angehörten. Ihre Tätigkeit beschränkte sich auf stille Arbeit innerhalb der Inneren Mission. Als leitende Fürsorgerin galt ihr Engagement unter anderem verfolgten Juden.
Mit ihrer Schwester Agnes, Elly Coler, Anna von Gierke, Isa Gruner, Alice Salomon, Elisabeth Zinn u. a. schloss sich Elisabet von Harnack der Bekennenden Kirche an. Genannte Frauen besuchten  oft Gottesdienste in Dahlem, wo Pfarrer Martin Niemöller predigte, ferner die von dem Geistlichen ins Leben gerufenen Offenen Abende, bei denen sich im vierzehntäglichen Rhythmus die Berliner innerkirchliche Opposition traf.
Nach 1945 beteiligte sich Elisabet von Harnack aktiv am Aufbau der Sozialen Arbeit in Berlin. 1949 wurde sie in die Berliner Senatsverwaltung für Arbeit und Sozialwesen berufen. Dort war sie insbesondere für die Flüchtlings- und Vertriebenenhilfe, für die Heimkehrerfürsorge und für die Fürsorge politisch, rassisch oder religiös Verfolgter während der Jahre 1933–1944 zuständig. Zusammen mit Ernst Reuter gründete sie 1951 die Zeitschrift Soziale Arbeit, für die sie viele Beiträge schrieb. Nach ihrer Pensionierung war Elisabet von Harnack noch ehrenamtlich tätig, u. a. für die Innere Mission, dem Lette-Verein sowie für das Nachbarschaftsheim Urbanstraße e.V.

## Werke
- Fürsorge für schulpflichtige Kinder in Kinderhorten. Berlin 1918.
- Von sozialer Arbeit in Amerika. In: Mitteilungen des Deutschen Vereins für Sozialbeamtinnen. 1927/H. 1, S. 12–16.
- Vorläufige Neuordnung der sozialen Ausbildung in Berlin. In: Soziale Arbeit. 1955/H. 2, S. 69–71.
- Ahnen des Geistes. Wilhelm-von-Humboldt-Ausstellung im Märkischen Museum. Lebensbilder aus der Geschichte der Berliner Universität. Berlin, 9. April – 15. Mai, Berlin 1935.